# Abraxas steniabraxas
Abraxas steniabraxas är en fjärilsart som beskrevs av Felix Bryk 1942. Abraxas steniabraxas ingår i släktet Abraxas och familjen mätare. Inga underarter finns listade i Catalogue of Life.